# Leptogaster montana
Leptogaster montana är en tvåvingeart som beskrevs av Oskar Theodor 1980. Leptogaster montana ingår i släktet Leptogaster och familjen rovflugor.
Artens utbredningsområde är Israel. Inga underarter finns listade i Catalogue of Life.